# PalaPolsinelli
Il PalaPolsinelli, talvolta chiamato anche PalaGlobo, è un'arena coperta di Sora.

## Storia e descrizione
Il palazzetto, che porta il nome dell'alpino Luca Polsinelli, caduto in un attentato in Afghanistan il 5 maggio 2006, è stato inaugurato il 28 settembre 2011 con la partita di pallavolo maschile tra l'Argos Volley e la Top Volley: questo viene utilizzato sia per attività sportive, soprattutto pallavolo, sia per attività ludiche, come concerti musicali.
Il PalaPolsinelli, con una capienza di 2 000 posti, ha ospitato fino al termine della stagione 2016-17 le gare casalinghe della squadra di pallavolo maschile dell'Agos Volley.